# Муссо, Хуан
Хуа́н Агусти́н Му́ссо (исп. Juan Agustín Musso; род. 6 мая 1994[…], Сан-Николас-де-лос-Аройос, Буэнос-Айрес) — аргентинский футболист, вратарь клуба «Атлетико Мадрид». Выступал за сборную Аргентины.

## Клубная карьера
Муссо — воспитанник клуба «Расинг». В 2012 году он был включён в заявку основной команды. В 2014 году Хуан стал чемпионом страны, хотя на поле не провёл ни минуты. 28 мая 2017 года в матче против «Сан-Лоренсо» он дебютировал в аргентинской Примере. В следующем сезоне Хуан стал основным вратарём клуба.
Летом 2018 года Муссо перешёл в итальянский «Удинезе», подписав контракт на пять лет. 28 октября в матче против «Дженоа» он дебютировал в итальянской Серии A.
27 августа 2024 года Муссо присоединился к клубу Ла Лиги «Атлетико Мадрид» на сезонной основе на сезон 2024–25. 

## Международная карьера
В 2013 году в составе молодёжной сборной Аргентины Муссо принял участие в домашнем чемпионате Южной Америки. На турнире он был запасным и на поле не вышел.
26 марта 2019 года в товарищеском матче против сборной Марокко Муссо дебютировал за сборную Аргентины.
Летом 2019 года Муссо принял участие в Кубке Америки 2019 в Бразилии. На турнире он был запасным и на поле не вышел.

## Достижения
Командные
«Расинг» (Авельянеда)
- Чемпионат Аргентины по футболу — 2014

«Аталанта»
- Победитель Лиги Европы УЕФА: 2023/24

Сборная Аргентины
- Победитель Кубка Америки по футболу: 2021